# The Hives
The Hives sind eine schwedische Alternative-Rock-Band. Das Markenzeichen der Band sind maßgeschneiderte Anzüge in Schwarz oder Weiß.

## Geschichte
Die Band, die 1993 in der schwedischen Stadt Fagersta gegründet wurde, bestand bis 2013 aus dem Sänger „Howlin’“ Pelle Almqvist, den Gitarristen Niklas Almqvist („Nicholaus Arson“, Bruder des Sängers) und Mikael Karlsson Åström („Vigilante Carlstroem“), dem Bassisten Mattias Bernvall („Dr. Matt Destruction“) sowie dem Schlagzeuger Christian Grahn („Chris Dangerous“). 2013 musste Bernvall aus gesundheitlichen Gründen die Gruppe verlassen und wurde durch Johan Gustafsson („The Johan and Only“) ersetzt. Als angebliches sechstes Bandmitglied nennen die Musiker den Songschreiber und Produzenten „Randy Fitzsimmons“, der allerdings allgemein für eine fiktive Figur gehalten wird.
1996 veröffentlichte die Band auf Japhi, dem Seitenlabel von Burning Heart Records, ihre erste EP Oh Lord! When? How?, der 1997 das Album Barely Legal folgte. Zu Anfang tourten sie hauptsächlich in Schweden durch die Clubs u. a. mit The Pricks und als Support der Band The Hellacopters.
Nach einer US-Tour gelang ihnen 2000 bzw. 2001 mit den Alben Veni, Vidi, Vicious und Your New Favourite Band (Kompilation) der Durchbruch in Amerika und Europa. Die darauf vertretenen Singles Main Offender und Hate To Say I Told You So wurden zu Hits.
The Hives sind eine der populärsten von stilistisch ähnlichen Bands, die durch die ihnen gemeinsame Verwendung des englischen Artikels The im Namen als „The-Bands“ (wie z. B. The White Stripes, The Libertines, The Strokes) bezeichnet wurden und seit Anfang des neuen Jahrtausends in der Rockmusik sehr präsent sind (siehe auch: Garage Rock).
Am 20. Juli 2004 erschien das dritte Album der Hives unter dem Titel Tyrannosaurus Hives. Die erste Single hieß Walk Idiot Walk, die zweite Two-Timing Touch And Broken Bones und die dritte A Little More For a Little You (nur in den USA und in Großbritannien erschienen).
Das Spin Magazin ernannte die Hives im August 2006 zur „best live band in the world“ und setzte gleichzeitig den Sänger Pelle Almqvist auf die Liste der „50 Greatest Frontmen Of All Time“.
The Hives waren dreimal als Gäste der Toten Hosen auf der Tour „Laune der Natour“ dabei (Stuttgart, Bosen und Essen).

## Diskografie

### Studioalben
| Jahr | Titel Musiklabel                            | Höchstplatzierung, Gesamtwochen, AuszeichnungChartplatzierungen (Jahr, Titel, Musiklabel, Platzierungen, Wochen, Auszeichnungen, Anmerkungen) | Höchstplatzierung, Gesamtwochen, AuszeichnungChartplatzierungen (Jahr, Titel, Musiklabel, Platzierungen, Wochen, Auszeichnungen, Anmerkungen) | Höchstplatzierung, Gesamtwochen, AuszeichnungChartplatzierungen (Jahr, Titel, Musiklabel, Platzierungen, Wochen, Auszeichnungen, Anmerkungen) | Höchstplatzierung, Gesamtwochen, AuszeichnungChartplatzierungen (Jahr, Titel, Musiklabel, Platzierungen, Wochen, Auszeichnungen, Anmerkungen) | Höchstplatzierung, Gesamtwochen, AuszeichnungChartplatzierungen (Jahr, Titel, Musiklabel, Platzierungen, Wochen, Auszeichnungen, Anmerkungen) | Höchstplatzierung, Gesamtwochen, AuszeichnungChartplatzierungen (Jahr, Titel, Musiklabel, Platzierungen, Wochen, Auszeichnungen, Anmerkungen) | Anmerkungen                              |
| Jahr | Titel Musiklabel                            | DE | AT | CH | UK | US | SE | Anmerkungen                              |
| ---- | ------------------------------------------- | --- | --- | --- | --- | --- | --- | ---------------------------------------- |
| 1997 | Barely Legal Burning Heart Records          | — | — | — | — | — | — | Erstveröffentlichung: 22. September 1997 |
| 2000 | Veni Vidi Vicious Burning Heart             | — | — | — | — | US63 (25 Wo.)US | SE50 Gold · (2 Wo.)SE | Erstveröffentlichung: 10. April 2000     |
| 2004 | Tyrannosaurus Hives Interscope Records      | DE10 (9 Wo.)DE | AT18 (8 Wo.)AT | CH32 (6 Wo.)CH | UK7 Gold · (8 Wo.)UK | US33 (7 Wo.)US | SE1 Gold · (18 Wo.)SE | Erstveröffentlichung: 19. Juli 2004      |
| 2007 | The Black and White Album A&M Records       | DE13 (5 Wo.)DE | AT23 (4 Wo.)AT | CH18 (4 Wo.)CH | UK29 (2 Wo.)UK | US65 (2 Wo.)US | SE4 (10 Wo.)SE | Erstveröffentlichung: 9. Oktober 2007    |
| 2012 | Lex Hives Disque Hives                      | DE25 (3 Wo.)DE | AT38 (1 Wo.)AT | CH20 (4 Wo.)CH | UK71 (1 Wo.)UK | US84 (1 Wo.)US | SE7 (14 Wo.)SE | Erstveröffentlichung: 1. Juni 2012       |
| 2023 | The Death of Randy Fitzsimmons Fuga Records | DE8 (2 Wo.)DE | AT54 (1 Wo.)AT | CH9 (2 Wo.)CH | UK2 (1 Wo.)UK | — | SE1 (3 Wo.)SE | Erstveröffentlichung: 11. August 2023    |

### Livealben
- 2020: Live at Third Man Records

### Kompilationen
| Jahr | Titel Musiklabel                 | Höchstplatzierung, Gesamtwochen, AuszeichnungChartsChartplatzierungen (Jahr, Titel, Musiklabel, Platzierungen, Wochen, Auszeichnungen, Anmerkungen) | Anmerkungen                            |
| Jahr | Titel Musiklabel                 | UK | Anmerkungen                            |
| ---- | -------------------------------- | --- | -------------------------------------- |
| 2001 | Your New Favourite Band Poptones | UK7 Platin · (41 Wo.)UK | Erstveröffentlichung: 22. Oktober 2001 |

### EPs
- 1994: Sounds Like Sushi
- 1996: Oh Lord! When? How?
- 1998: A.K.A. I-D-I-O-T
- 1998: A Killer Among Us
- 2010: Tarred and Feathered

### Singles
| Jahr | Titel Album                                                           | Höchstplatzierung, Gesamtwochen, AuszeichnungChartplatzierungen (Jahr, Titel, Album, Platzierungen, Wochen, Auszeichnungen, Anmerkungen) | Höchstplatzierung, Gesamtwochen, AuszeichnungChartplatzierungen (Jahr, Titel, Album, Platzierungen, Wochen, Auszeichnungen, Anmerkungen) | Höchstplatzierung, Gesamtwochen, AuszeichnungChartplatzierungen (Jahr, Titel, Album, Platzierungen, Wochen, Auszeichnungen, Anmerkungen) | Höchstplatzierung, Gesamtwochen, AuszeichnungChartplatzierungen (Jahr, Titel, Album, Platzierungen, Wochen, Auszeichnungen, Anmerkungen) | Höchstplatzierung, Gesamtwochen, AuszeichnungChartplatzierungen (Jahr, Titel, Album, Platzierungen, Wochen, Auszeichnungen, Anmerkungen) | Anmerkungen                                                                     |
| Jahr | Titel Album                                                           | DE | AT | UK | US | SE | Anmerkungen                                                                     |
| ---- | --------------------------------------------------------------------- | --- | --- | --- | --- | --- | ------------------------------------------------------------------------------- |
| 2000 | Hate to Say I Told You So Veni Vidi Vicious / Your New Favourite Band | — | — | UK23 Platin · (3 Wo.)UK | US86 (11 Wo.)US | — | Erstveröffentlichung: 4. Dezember 2000 Wiederveröffentlichung: 11. Februar 2002 |
| 2001 | Main Offender Veni Vidi Vicious / Your New Favourite Band             | — | — | UK24 (2 Wo.)UK | — | — | Erstveröffentlichung: 3. September 2001 Wiederveröffentlichung: 6. Mai 2002     |
| 2004 | Walk Idiot Walk Tyrannosaurus Hives                                   | DE78 (3 Wo.)DE | — | UK13 (9 Wo.)UK | — | SE15 (12 Wo.)SE | Erstveröffentlichung: 6. Juli 2004                                              |
| 2004 | Two-Timing Touch and Broken Bones Tyrannosaurus Hives                 | — | — | UK44 (2 Wo.)UK | — | — | Erstveröffentlichung: Oktober 2004                                              |
| 2007 | Tick Tick Boom The Black and White Album                              | — | AT75 (1 Wo.)AT | UK41 Silber · (4 Wo.)UK | — | SE25 (6 Wo.)SE | Erstveröffentlichung: Oktober 2007                                              |
| 2008 | A Christmas Duel –                                                    | — | — | — | — | SE4 (3 Wo.)SE | Erstveröffentlichung: 19. November 2008 mit Cyndi Lauper                        |

Weitere Singles
- 2001: Supply and Demand
- 2001: Die, All Right!
- 2004: Abra Cadaver
- 2005: A Little More for Little You
- 2007: Throw It on Me (mit Timbaland)
- 2008: T.H.E.H.I.V.E.S.
- 2008: Won’t Be Long
- 2012: Go Right Ahead
- 2012: Wait a Minute
- 2015: Blood Red Moon
- 2019: Good Samaritan
- 2019: I’m Alive
- 2023: Bogus Operandi
- 2023: Countdown to Shutdown